# Visions
Visions er det tredje studiealbum fra det danske indie/folk-band Hymns from Nineveh. Albummet blev udgivet den 16. september 2013 og fik gode anmeldelser. Det toppede som nummer 5 på den danske Album Top 40.

## Spor
1. "I Saw These Things Happening"
2. "Everything We See Will Turn To Dust"
3. "A Kid On The Beach"
4. "I Saw Ashes Where You Once Lay"
5. "Angel Falling"
6. "Far Away From Eden"
7. "The Colors Of The Sea"
8. "Sapphire Skies, Rivers Of Rubies"
9. "A Hazy Vision"
10. "A Brief Glimpse Of Smoke"
11. "I Saw The Holy Dove Move"
12. "I See These Things Happening"
13. "Epilogue: What Does It Mean?"